# Where the Day Takes You
Where the Day Takes You is een Amerikaanse film uit 1992.
Deze film gaat over het leven in de zogenaamde Hollywood Underground. Prostitutie, drugs, gevaarlijke nachtclubs; niets is hier te wild. Onder andere Will Smith, Balthazar Getty, Ricki Lake, David Arquette en Alyssa Milano spelen straatkinderen die allemaal moeten zien te overleven.

## Rolverdeling
| Acteur             | Personage |
| ------------------ | --------- |
| Dermot Mulroney    | 'King'    |
| Sean Astin         | Greg      |
| Balthazar Getty    | Little J  |
| Lara Flynn Boyle   | Heather   |
| Peter Dobson       | Tommy Ray |
| Ricki Lake         | Brenda    |
| James LeGros       | 'Crasher' |
| Will Smith         | Manny     |
| Laura San Giacomo  |           |
| Adam Baldwin       | Black     |
| Kyle MacLachlan    | Ted       |
| Nancy McKeon       | Vikki     |
| Alyssa Milano      | Kimmy     |
| David Arquette     | Rob       |
| Rachel Ticotin     | Landers   |
| Stephen Tobolowsky | Charles   |
| Robert Knepper     |           |
| Christian Slater   |           |